# Спурій Мінуцій
Спурій Мінуцій Авгурін (? — 390 рік до н. е.) — великий понтифік у Стародавньому Римі з 420 до 390 року до н. е. Представник патриціанського роду Мінуціїв. Окрім термінів обіймання посади великого понтифіка стосовно Спурія Мінуція немає жодних відомостей. Ймовірно він загинув під час захоплення Риму галльським племенем сенонів на чолі із Бренном. Тоді ж було зруйновано головне місцеперебування великих понтифіків — Регіа.